# Rainer Atzbach
Rainer Atzbach (født 24. februar 1967 i Wetzlar, Hessen) er en tysk middelalder- og nyere tids arkæolog. Han tog kandidateksamen ved Universitet Bamberg i 1994 og forsvarede sin phd-afhandling i 2004 med middelalder- og nyere tids arkæologi som hovedfag, historie og kulturarvsfredning som bifag. Han har siden 2011 været ansat ved Afdeling for middelalderarkæologi ved Aarhus Universitet, fra 2014 som lektor.
Rainer Atzbach deltog i udgravningerne bl.a. ved Seligenstadt og har beskrevet fundene fra Mühlberg-Ensemble i Kempten indgående. Endvidere har han skrevet adskillige videnskabelige og populærvidenskabelige bøger. Specielt er hans bøger om den hellige Elisabeth af Thüringen og hans udstilling om borg og herskab på det Tyske Historiske Museum (Deutsches Historisches Museum) blevet meget populære.
Han forsker om kakkelovne, borge og befæstninger og huskonstruktion i Danmark og Europa.